# Großer Preis von Singapur 2015
Der Große Preis von Singapur 2015 (offiziell 2015 Formula 1 Singapore Airlines Singapore Grand Prix) fand am 20. September auf dem Marina Bay Street Circuit in Singapur statt und war das 13. Rennen der Formel-1-Weltmeisterschaft 2015.

## Bericht

### Hintergründe
Nach dem Großen Preis von Italien führte Lewis Hamilton in der Fahrerwertung mit 53 Punkten vor Nico Rosberg und mit 74 Punkten vor Sebastian Vettel. In der Konstrukteurswertung führte Mercedes mit 181 Punkten vor Ferrari und mit 263 Punkten vor Williams.
Beim Großen Preis von Singapur stellte Pirelli den Fahrern die Reifenmischungen P Zero Soft (gelb) und P Zero Supersoft (rot) sowie für Nässe Cinturato Intermediates (grün) und Cinturato Full-Wets (blau) zur Verfügung.
In der Woche vor dem Rennen gab es wiederholt Diskussionen über eine mögliche Absage, da es in Singapur Smog wegen Brandrodungen in Indonesien gab. Die hier gemessenen Werte wurden teilweise als sehr ungesund eingestuft.
Es befanden sich zwei DRS-Zonen auf der Strecke. Der Messpunkt für die erste Zone lag am Ausgang von Kurve vier, die DRS-Zone beginnt 48 Meter nach Kurve fünf. Der zweite Messpunkt lag 80 Meter vor Kurve 22, die DRS-Zone befand sich auf der Start-Ziel-Geraden und begann 45 Meter nach Kurve 23.
Im Vergleich zum Vorjahr wurde die Streckenführung leicht abgeändert. Der Kurvenradius von Kurve elf wurde verringert, so dass die Fahrzeuge an dieser Stelle deutlich langsamer fahren mussten. Auch Kurve zwölf wurde modifiziert, hier fuhren die Piloten nun auf der linken Fahrbahn über die Anderson Bridge. Zudem wurde die Streckenbreite in der folgenden Haarnadelkurve um einen Meter erhöht, damit die Fahrer hier mehr Platz für Überholmanöver haben sollten. Außerdem wurden Veränderungen an der Auslaufzone in Kurve eins vorgenommen, hier wurden Linien und höhere Randsteine hinzugefügt, die einen Fahrer, der durch die Auslaufzone fuhr, zwangen, eine andere Linie zu wählen.
Bei Manor gab es vor diesem Rennen einen Fahrerwechsel: Alexander Rossi ersetzte Roberto Merhi und gab damit sein Formel-1-Debüt. Beim Großen Preis von Russland 2014 war er nach dem Unfall von Jules Bianchi bereits einmal als Fahrer für das damals noch unter dem Namen Marussia antretende Team gemeldet, die Meldung wurde jedoch kurz vor der Veranstaltung zurückgezogen.
Pastor Maldonado (sechs), Max Verstappen (fünf), Marcus Ericsson, Romain Grosjean, Sergio Pérez (jeweils vier), Vettel (drei), Jenson Button, Hamilton, Nico Hülkenberg und Daniil Kwjat (jeweils zwei) gingen mit Strafpunkten ins Rennwochenende.
Mit Vettel (dreimal), Fernando Alonso und Hamilton (jeweils zweimal) traten drei ehemalige Sieger zu diesem Grand Prix an.
Als Rennkommissare fungierten Garry Connelly (AUS), Martin Donnelly (GBR), Nish Shetty (SIN) sowie Vincenzo Spano (VEN).

### Training
Rosberg fuhr im ersten freien Training in 1:47,995 Minuten die Bestzeit vor Hamilton und Daniel Ricciardo. Das Training musste vier Minuten vor dem Ende nach einem Unfall von Rossi abgebrochen werden.

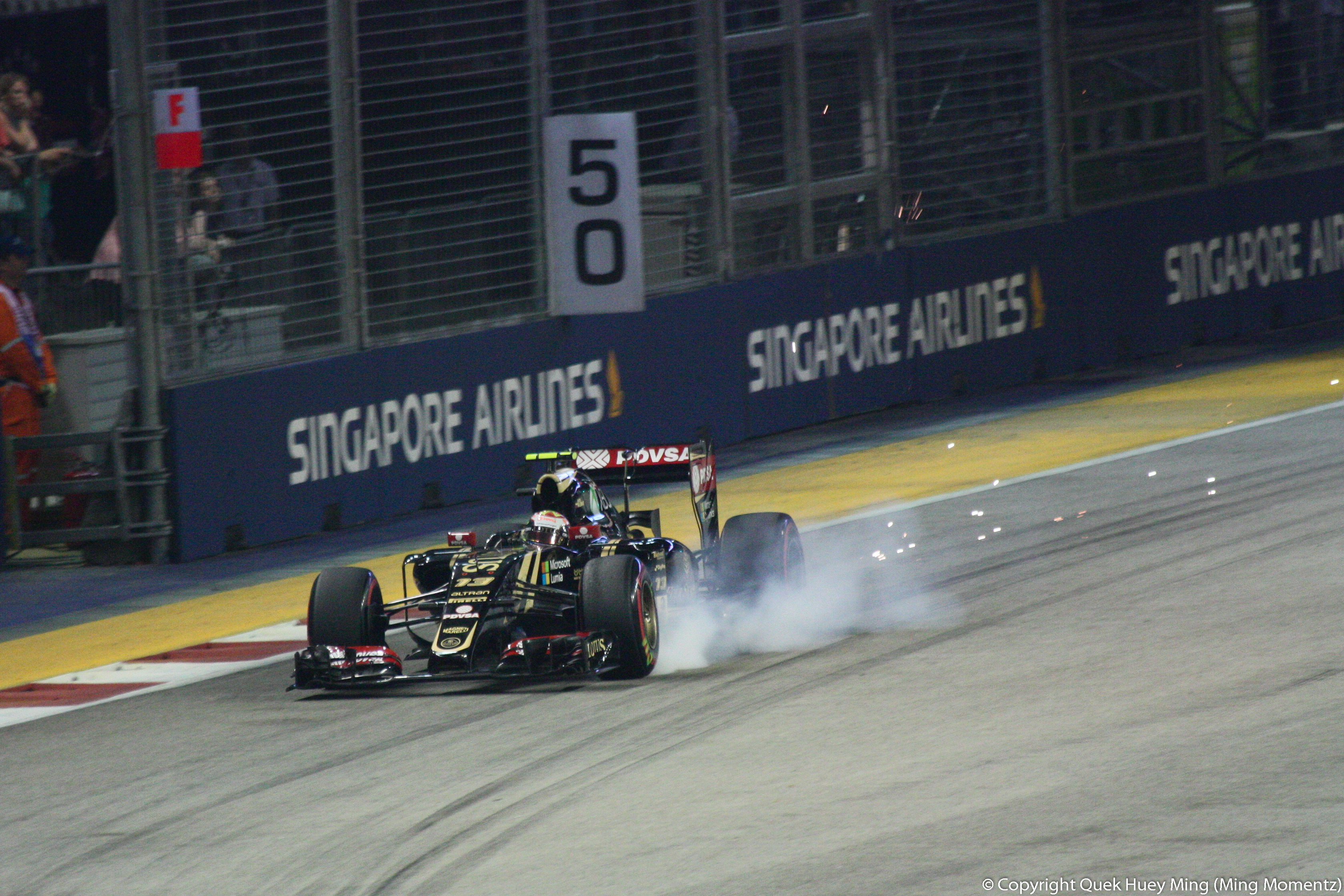
Pastor Maldonado während des zweiten freien Trainings

Kwjat fuhr im zweiten freien Training in 1:46,142 Minuten die schnellste Zeit vor Kimi Räikkönen und Ricciardo. Das Training musste nach wenigen Minuten unterbrochen werden, nachdem Will Stevens von der Strecke abgekommen und in die Streckenbegrenzung geprallt war. Sein Teamkollege Rossi konnte erst in den letzten Minuten des Trainings einige Runden fahren, da sein Wagen nach dem Unfall im ersten freien Training repariert werden musste.
Im dritten freien Training fuhr Vettel in 1:45,682 Minuten die schnellste Zeit vor Räikkönen und Kwjat. Die beiden Mercedes-Piloten Hamilton und Rosberg hatten auf den Plätzen fünf und sechs über eine Sekunden Rückstand auf Vettel.

### Qualifying
Das Qualifying bestand aus drei Teilen mit einer Nettolaufzeit von 45 Minuten. Im ersten Qualifying-Segment (Q1) hatten die Fahrer 18 Minuten Zeit, um sich für das Rennen zu qualifizieren. Alle Fahrer, die im ersten Abschnitt eine Zeit erzielten, die maximal 107 Prozent der schnellsten Rundenzeit betrug, qualifizierten sich für den Grand Prix. Die besten 15 Fahrer erreichten den nächsten Teil. Kwjat war Schnellster. Die beiden Marussia-Piloten, Maldonado und die Sauber-Piloten schieden aus.
Der zweite Qualifyingabschnitt (Q2) dauerte 15 Minuten. Vettel war Schnellster. Carlos Sainz jr. schlug kurz vor Ende des Abschnitts in die Streckenbegrenzung ein, dabei brach seine Radaufhängung und es lagen Trümmer auf der Strecke. Eine Verbesserung war wegen der gelben Flaggen nicht mehr möglich. Die McLaren-Piloten, Sainz jr. und die Force-India-Piloten schieden aus.

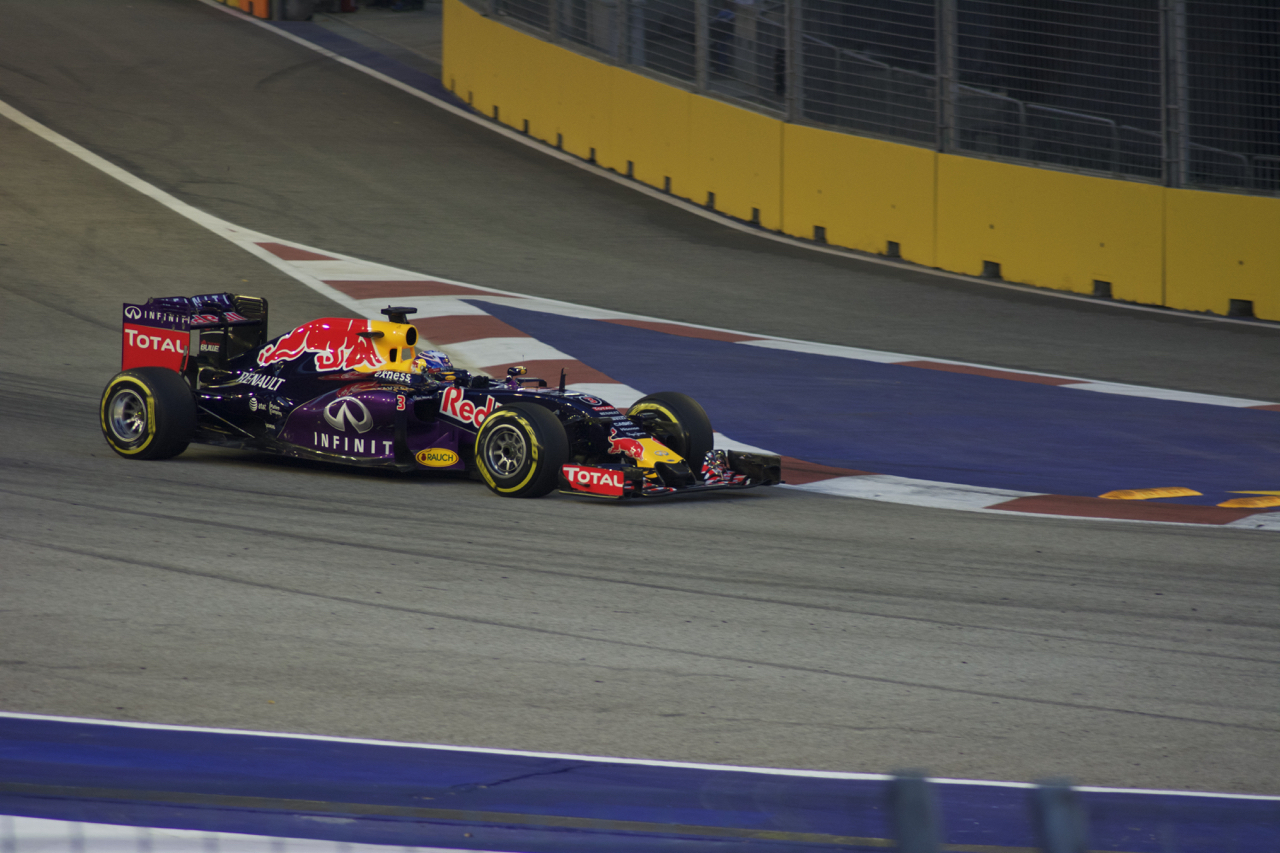
Daniel Ricciardo beendete das Rennen auf dem zweiten Platz

Der finale Abschnitt ging über eine Zeit von zwölf Minuten, in denen die ersten zehn Startpositionen vergeben wurden. Vettel sicherte sich mit einer Zeit von 1:43,885 Minuten die Pole-Position vor Ricciardo und Räikkönen. Damit war zum ersten Mal in der Saison kein Mercedes-Fahrer auf der Pole-Position.
Die Manor-Piloten Rossi und Stevens erhielten Startplatzstrafen in Höhe von jeweils fünf Plätzen für einen vorzeitigen Getriebewechsel. Da sich beide für die letzten beiden Plätze qualifizierten, blieb dies ohne Auswirkung.

### Rennen
Alle Fahrer im Starterfeld starteten auf der weicheren Reifenmischung. Beim Start blieb Verstappen stehen, die Marshals schoben sein Auto in die Boxengasse, von wo aus er das Rennen mit einer Runde Rückstand aufnahm. Die vorderen Positionen blieben beim Rennstart unverändert, Bottas ging kurz an Rosberg vorbei, der jedoch beim Anbremsen von Kurve drei konterte und wieder auf Rang sechs lag.
Vettel gelang es, sich an der Spitze abzusetzen. Ab der siebten Runde wurden seine Rundenzeiten langsamer und Ricciardo fuhr in den folgenden Runden zwischen 0,3 und 0,5 Sekunden pro Runde schneller.
In Runde zehn kamen die ersten Fahrer zu ihrem ersten Reifenwechsel. Felipe Massa kollidierte nach seinem Boxenstopp mit Hülkenberg, Hülkenberg drehte sich und schlug in die Streckenbegrenzung ein. Er schied aus, die Rennleitung aktivierte daraufhin im ersten Sektor das virtuelle Safety Car. Hülkenberg wurde für das Verursachen dieser Kollision zu einer Startplatzstrafe in Höhe von drei Plätzen beim folgenden Rennen und zwei Strafpunkten belegt. Hülkenberg gestand die Schuld an dem Unfall in der Woche nach dem Rennen ein. Alle Piloten nutzen diese Gelegenheit zum Reifenwechsel. Hamilton und Rosberg wechselten auf die härtere Reifenmischung, alle anderen Fahrer der Spitzengruppe erneut auf die weichere Reifenmischung. Der Stopp von Kwjat dauerte etwas länger, dadurch gingen Hamilton und Rosberg an ihm vorbei und lagen nun auf den Plätzen vier und fünf. Zum Reinigen der Strecke wurde kurz darauf dann das Safety-Car auf die Strecke geschickt.

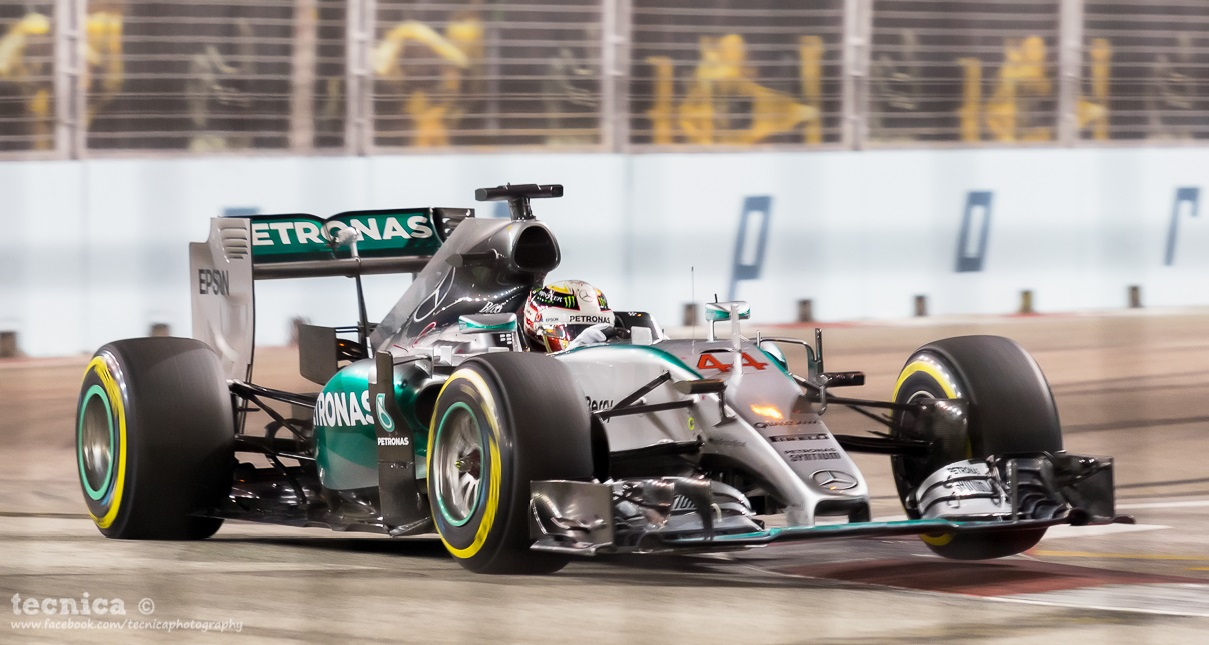
Lewis Hamilton schied zum ersten Mal seit dem Großen Preis von Belgien 2014 aus einem Rennen aus.

Beim Neustart blieben die Positionen unverändert. Sainz jr. hatte Probleme mit seinem Fahrzeug, es ließ sich kein Gang mehr einlegen. Er fiel ans Ende des Feldes zurück, konnte nach einem Neustart des Systems aber wieder normal weiterfahren. Kurz darauf wurde Hamilton langsamer, auf den Geraden erreichte sein Wagen nicht mehr die übliche Höchstgeschwindigkeit. Das Team vermutete ein Problem mit dem elektronischen Gaspedal, Hamilton fiel in den folgenden Runden bis ans Ende des Feldes zurück und gab das Rennen dann auf. Es war das erste Mal seit dem Großen Preis von Belgien 2014, dass Hamilton das Rennen nicht in den Punkterängen beendete. Nach dem Rennen wurde bekannt, dass eine defekte Schlauchschelle zwischen Airbox und Ladeluftkühler für den Leistungsverlust verantwortlich war. Auch Massa musste das Rennen aufgeben, nachdem bei seinem Wagen wiederholt kein Gang eingelegt werden konnte.
In Runde 38 gab es eine erneute Safety-Car-Phase, da sich eine Person auf der Rennstrecke befand. Alle Fahrer, die dies in den vergangenen Runden nicht bereits gemacht hatten, nutzten diese Gelegenheit zum Reifenwechsel. Alonso gab das Rennen an der Box auf. Nach dem Neustart kam es im Mittelfeld zu einer Kollision zwischen Button und Maldonado, bei der Button seinen Frontflügel beschädigte. Er musste zum Wechsel des Flügels an die Box kommen und fiel ans Ende des Feldes zurück.
Vettel kontrollierte an der Spitze das Rennen vor Ricciardo und Räikkönen. Vettel und Ricciardo fuhren abwechselnd die bis dato schnellsten Rundenzeiten. Button gab das Rennen wenige Runden vor Ende mit Getriebeproblemen auf. Maldonado fiel mit seinen abgefahrenen Reifen hinter die beiden Sauber-Piloten zurück und fuhr daraufhin zum erneuten Reifenwechsel an die Box. Er war im Anschluss der schnellste Pilot im Feld, es gelang ihm bis zum Rennende jedoch nicht, wieder auf die vor ihm liegenden Piloten aufzuschließen. Grosjean, der auf Platz zehn lag und ebenfalls sehr alte Reifen hatte, verbremste sich drei Runden vor Schluss und musste Nasr überholen lassen. Im Anschluss gab Grosjean das Rennen auf. Verstappen und Sainz jr. schlossen auf Pérez auf, es gelang ihnen jedoch nicht, vorbeizugehen. In der vorletzten Runde erhielt Verstappen die Anweisung, Sainz jr. überholen zu lassen, was er jedoch ablehnte.

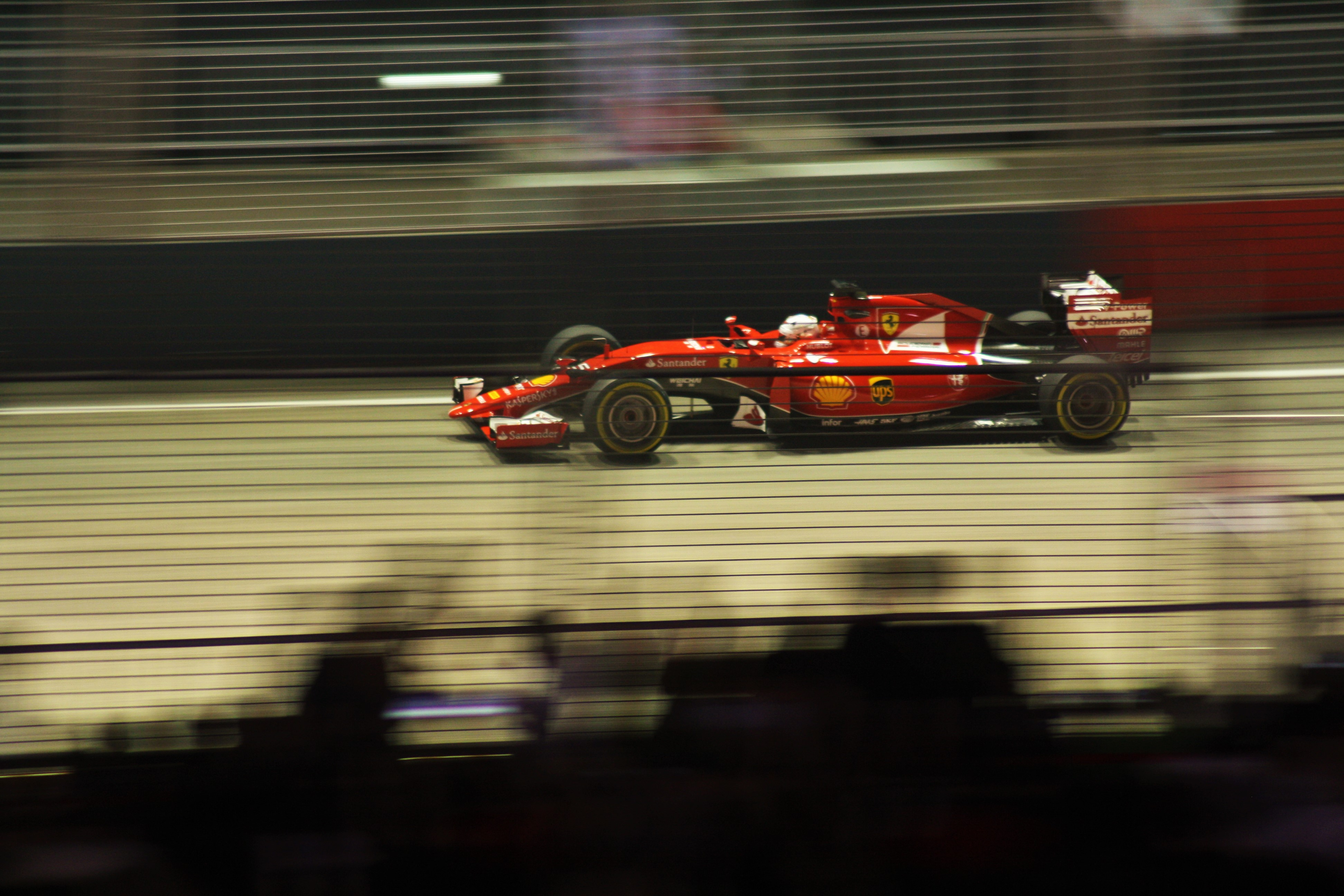
Rennsieger Sebastian Vettel

Vettel gewann das Rennen vor Ricciardo und Räikkönen. Es war der dritte Saisonsieg für Vettel und Ferrari und das erste Mal seit dem Großen Preis von Spanien 2013, dass sich zwei Ferrari-Fahrer auf dem Podest befanden. Für Ricciardo und Räikkönen war es jeweils die zweite Podiumsplatzierung in dieser Saison. Die Top 10 komplettierten Rosberg, Bottas, Kwjat, Pérez, Verstappen, Sainz jr. und Nasr. Die schnellste Rennrunde fuhr Ricciardo. Für Vettel war es der 42. Sieg in der Formel-1-Weltmeisterschaft. Es sollte der letzte in dieser Saison und bis zum Großen Preis von Australien 2017 sein.
In der Fahrer- und der Konstrukteurswertung blieben die ersten drei Positionen unverändert.

## Meldeliste
| Team                          | Nr. | Fahrer           | Chassis                | Motor                       | Reifen |
| ----------------------------- | --- | ---------------- | ---------------------- | --------------------------- | ------ |
| Mercedes AMG Petronas F1 Team | 44  | Lewis Hamilton   | Mercedes F1 W06 Hybrid | Mercedes-Benz PU106B Hybrid | P      |
| Mercedes AMG Petronas F1 Team | 06  | Nico Rosberg     | Mercedes F1 W06 Hybrid | Mercedes-Benz PU106B Hybrid | P      |
| Infiniti Red Bull Racing      | 03  | Daniel Ricciardo | Red Bull RB11          | Renault Energy F1 2015      | P      |
| Infiniti Red Bull Racing      | 26  | Daniil Kwjat     | Red Bull RB11          | Renault Energy F1 2015      | P      |
| Williams Martini Racing       | 19  | Felipe Massa     | Williams FW37          | Mercedes-Benz PU106B Hybrid | P      |
| Williams Martini Racing       | 77  | Valtteri Bottas  | Williams FW37          | Mercedes-Benz PU106B Hybrid | P      |
| Scuderia Ferrari              | 05  | Sebastian Vettel | Ferrari SF15-T         | Ferrari 059/4               | P      |
| Scuderia Ferrari              | 07  | Kimi Räikkönen   | Ferrari SF15-T         | Ferrari 059/4               | P      |
| McLaren Honda                 | 14  | Fernando Alonso  | McLaren MP4-30         | Honda RA615H                | P      |
| McLaren Honda                 | 22  | Jenson Button    | McLaren MP4-30         | Honda RA615H                | P      |
| Sahara Force India F1 Team    | 27  | Nico Hülkenberg  | Force India VJM08      | Mercedes-Benz PU106B Hybrid | P      |
| Sahara Force India F1 Team    | 11  | Sergio Pérez     | Force India VJM08      | Mercedes-Benz PU106B Hybrid | P      |
| Scuderia Toro Rosso           | 33  | Max Verstappen   | Toro Rosso STR10       | Renault Energy F1 2015      | P      |
| Scuderia Toro Rosso           | 55  | Carlos Sainz jr. | Toro Rosso STR10       | Renault Energy F1 2015      | P      |
| Lotus F1 Team                 | 08  | Romain Grosjean  | Lotus E23 Hybrid       | Mercedes-Benz PU106B Hybrid | P      |
| Lotus F1 Team                 | 13  | Pastor Maldonado | Lotus E23 Hybrid       | Mercedes-Benz PU106B Hybrid | P      |
| Manor Marussia F1 Team        | 28  | Will Stevens     | Marussia MR03          | Ferrari 059/3               | P      |
| Manor Marussia F1 Team        | 53  | Alexander Rossi  | Marussia MR03          | Ferrari 059/3               | P      |
| Sauber F1 Team                | 09  | Marcus Ericsson  | Sauber C34             | Ferrari 059/4               | P      |
| Sauber F1 Team                | 12  | Felipe Nasr      | Sauber C34             | Ferrari 059/4               | P      |

## Klassifikationen

### Qualifying
| Pos.                                                                      | Fahrer           | Konstrukteur         | Q1       | Q2       | Q3       | Start |
| ------------------------------------------------------------------------- | ---------------- | -------------------- | -------- | -------- | -------- | ----- |
| 01                                                                        | Sebastian Vettel | Ferrari              | 1:46,017 | 1:44,743 | 1:43,885 | 01    |
| 02                                                                        | Daniel Ricciardo | Red Bull-Renault     | 1:46,166 | 1:45,291 | 1:44,428 | 02    |
| 03                                                                        | Kimi Räikkönen   | Ferrari              | 1:46,467 | 1:45,140 | 1:44,667 | 03    |
| 04                                                                        | Daniil Kwjat     | Red Bull-Renault     | 1:45,340 | 1:44,979 | 1:44,745 | 04    |
| 05                                                                        | Lewis Hamilton   | Mercedes             | 1:45,765 | 1:45,650 | 1:45,300 | 05    |
| 06                                                                        | Nico Rosberg     | Mercedes             | 1:46,201 | 1:45,653 | 1:45,415 | 06    |
| 07                                                                        | Valtteri Bottas  | Williams-Mercedes    | 1:46,231 | 1:45,887 | 1:45,676 | 07    |
| 08                                                                        | Max Verstappen   | Toro Rosso-Renault   | 1:46,483 | 1:45,635 | 1:45,798 | 08    |
| 09                                                                        | Felipe Massa     | Williams-Mercedes    | 1:46,879 | 1:45,701 | 1:46,077 | 09    |
| 10                                                                        | Romain Grosjean  | Lotus-Mercedes       | 1:46,860 | 1:45,805 | 1:46,413 | 10    |
| 11                                                                        | Nico Hülkenberg  | Force India-Mercedes | 1:46,669 | 1:46,305 | –        | 11    |
| 12                                                                        | Fernando Alonso  | McLaren-Honda        | 1:46,600 | 1:46,328 | –        | 12    |
| 13                                                                        | Sergio Pérez     | Force India-Mercedes | 1:46,576 | 1:46,385 | –        | 13    |
| 14                                                                        | Carlos Sainz jr. | Toro Rosso-Renault   | 1:46,465 | 1:46,894 | –        | 14    |
| 15                                                                        | Jenson Button    | McLaren-Honda        | 1:46,891 | 1:47,019 | –        | 15    |
| 16                                                                        | Felipe Nasr      | Sauber-Ferrari       | 1:46,965 | –        | –        | 16    |
| 17                                                                        | Marcus Ericsson  | Sauber-Ferrari       | 1:47,088 | –        | –        | 17    |
| 18                                                                        | Pastor Maldonado | Lotus-Mercedes       | 1:47,323 | –        | –        | 18    |
| 19                                                                        | Will Stevens     | Marussia-Ferrari     | 1:51,021 | –        | –        | 19    |
| 20                                                                        | Alexander Rossi  | Marussia-Ferrari     | 1:51,523 | –        | –        | 20    |
| 107-Prozent-Zeit: 1:52,714 min (bezogen auf Q1-Bestzeit von 1:45,340 min) |                  |                      |          |          |          |       |

Anmerkungen
1. ↑  Stevens wurde wegen eines vorzeitigen Getriebewechsels um fünf Startpositionen nach hinten versetzt.
2. ↑  Rossi wurde wegen eines vorzeitigen Getriebewechsels um fünf Startpositionen nach hinten versetzt.

### Rennen
| Pos. | Fahrer           | Konstrukteur         | Runden | Stopps | Zeit        | Start | Schnellste Runde |
| ---- | ---------------- | -------------------- | ------ | ------ | ----------- | ----- | ---------------- |
| 01   | Sebastian Vettel | Ferrari              | 61     | 2      | 2:01:22,118 | 01    | 1:50,069 (53.)   |
| 02   | Daniel Ricciardo | Red Bull-Renault     | 61     | 2      | + 1,478     | 02    | 1:50,041 (52.)   |
| 03   | Kimi Räikkönen   | Ferrari              | 61     | 2      | + 17,154    | 03    | 1:50,341 (48.)   |
| 04   | Nico Rosberg     | Mercedes             | 61     | 2      | + 24,720    | 06    | 1:50,934 (50.)   |
| 05   | Valtteri Bottas  | Williams-Mercedes    | 61     | 2      | + 34,204    | 07    | 1:51,342 (49.)   |
| 06   | Daniil Kwjat     | Red Bull-Renault     | 61     | 2      | + 35,508    | 04    | 1:51,109 (36.)   |
| 07   | Sergio Pérez     | Force India-Mercedes | 61     | 2      | + 50,836    | 13    | 1:51,970 (44.)   |
| 08   | Max Verstappen   | Toro Rosso-Renault   | 61     | 2      | + 51,450    | 08    | 1:50,298 (43.)   |
| 09   | Carlos Sainz jr. | Toro Rosso-Renault   | 61     | 3      | + 52,860    | 14    | 1:50,401 (43.)   |
| 10   | Felipe Nasr      | Sauber-Ferrari       | 61     | 2      | + 1:30,045  | 16    | 1:52,566 (36.)   |
| 11   | Marcus Ericsson  | Sauber-Ferrari       | 61     | 3      | + 1:37,507  | 17    | 1:51,594 (30.)   |
| 12   | Pastor Maldonado | Lotus-Mercedes       | 61     | 3      | + 1:37,718  | 18    | 1:50,175 (57.)   |
| 13   | Romain Grosjean  | Lotus-Mercedes       | 59     | 3      | DNF         | 10    | 1:52,353 (28.)   |
| 14   | Alexander Rossi  | Marussia-Ferrari     | 59     | 2      | + 2 Runden  | 20    | 1:55,312 (43.)   |
| 15   | Will Stevens     | Marussia-Ferrari     | 59     | 2      | + 2 Runden  | 19    | 1:55,890 (45.)   |
| –    | Jenson Button    | McLaren-Honda        | 52     | 4      | DNF         | 15    | 1:51,167 (43.)   |
| –    | Fernando Alonso  | McLaren-Honda        | 33     | 2      | DNF         | 12    | 1:53,325 (27.)   |
| –    | Lewis Hamilton   | Mercedes             | 32     | 2      | DNF         | 05    | 1:52,505 (24.)   |
| –    | Felipe Massa     | Williams-Mercedes    | 30     | 4      | DNF         | 09    | 1:53,666 (19.)   |
| –    | Nico Hülkenberg  | Force India-Mercedes | 12     | 1      | DNF         | 11    | 1:53,868 (06.)   |

## WM-Stände nach dem Rennen
Die ersten zehn des Rennens bekamen 25, 18, 15, 12, 10, 8, 6, 4, 2 bzw. 1 Punkt(e).

### Fahrerwertung
| Pos. | Fahrer           | Konstrukteur         | Punkte |
| ---- | ---------------- | -------------------- | ------ |
| 01   | Lewis Hamilton   | Mercedes             | 252    |
| 02   | Nico Rosberg     | Mercedes             | 211    |
| 03   | Sebastian Vettel | Ferrari              | 203    |
| 04   | Kimi Räikkönen   | Ferrari              | 107    |
| 05   | Valtteri Bottas  | Williams-Mercedes    | 101    |
| 06   | Felipe Massa     | Williams-Mercedes    | 97     |
| 07   | Daniel Ricciardo | Red Bull-Renault     | 73     |
| 08   | Daniil Kwjat     | Red Bull-Renault     | 66     |
| 09   | Sergio Pérez     | Force India-Mercedes | 39     |
| 10   | Romain Grosjean  | Lotus-Mercedes       | 38     |
| 11   | Max Verstappen   | Toro Rosso-Renault   | 30     |

| Pos. | Fahrer           | Konstrukteur         | Punkte |
| ---- | ---------------- | -------------------- | ------ |
| 12   | Nico Hülkenberg  | Force India-Mercedes | 30     |
| 13   | Felipe Nasr      | Sauber-Ferrari       | 17     |
| 14   | Pastor Maldonado | Lotus-Mercedes       | 12     |
| 15   | Fernando Alonso  | McLaren-Honda        | 11     |
| 16   | Carlos Sainz jr. | Toro Rosso-Renault   | 11     |
| 17   | Marcus Ericsson  | Sauber-Ferrari       | 9      |
| 18   | Jenson Button    | McLaren-Honda        | 6      |
| 19   | Roberto Merhi    | Marussia-Ferrari     | 0      |
| 20   | Will Stevens     | Marussia-Ferrari     | 0      |
| 21   | Alexander Rossi  | Marussia-Ferrari     | 0      |
| –    | Kevin Magnussen  | McLaren-Honda        | 0      |

### Konstrukteurswertung
| Pos. | Konstrukteur         | Punkte |
| ---- | -------------------- | ------ |
| 1    | Mercedes             | 463    |
| 2    | Ferrari              | 310    |
| 3    | Williams-Mercedes    | 198    |
| 4    | Red Bull-Renault     | 139    |
| 5    | Force India-Mercedes | 69     |

| Pos. | Konstrukteur       | Punkte |
| ---- | ------------------ | ------ |
| 06   | Lotus-Mercedes     | 50     |
| 07   | Toro Rosso-Renault | 41     |
| 08   | Sauber-Ferrari     | 26     |
| 09   | McLaren-Honda      | 17     |
| 10   | Marussia-Ferrari   | 0      |